# Bulbophyllum verruculatum
Bulbophyllum verruculatum là một loài phong lan thuộc chi Bulbophyllum.